# Nupserha univitticollis
Nupserha univitticollis är en skalbaggsart som beskrevs av Stefan von Breuning 1958. Nupserha univitticollis ingår i släktet Nupserha och familjen långhorningar. Inga underarter finns listade i Catalogue of Life.